# 2015 en France
Chronologie de la France
- 2011
- 2012
- 2013
- 2014
- 2015
- 2016
- 2017
- 2018
- 2019

Cette page présente les faits marquants de l'année 2015 en France.

## Évènements

### Janvier
- 1er janvier :
  - entrée en vigueur « prévue » du Collège de l'instruction[1] ;
  - entrée en vigueur « prévue » de la suppression de la Juridiction de proximité en France, avec sa transformation en juge de proximité ;
  - création de la métropole de Lyon, nouvelle collectivité territoriale.
- 7 janvier : une fusillade au siège du journal satirique Charlie Hebdo à Paris fait 12 morts.
- 8 janvier : une fusillade à Montrouge au sud de Paris, fait un mort (une policière municipale) et un blessé[2].
- 9 janvier :
  - les deux auteurs présumés de l'attentat contre Charlie Hebdo, les frères Chérif et Saïd Kouachi, sont tués dans l'assaut de Dammartin-en-Goële[3] ;
  - prise d'otages du magasin Hyper Cacher de la porte de Vincennes  à Paris, quatre personnes sont tuées ainsi que le preneur d'otages, Amedy Coulibaly[4].
- 10 et 11 janvier : « marches républicaines » dans de nombreuses villes, en réactions aux attentats récents.
- 12 janvier : début de l'opération Sentinelle de l'Armée française.

- 14 janvier : ouverture de la Philharmonie de Paris.
- 25 janvier : élection sénatoriale partielle de 2015 dans la Haute-Loire.
- du 29 janvier au 1er février : 42e Festival international de la bande dessinée d'Angoulême.

### Février
- 2 février : Victoires de la musique classique.
- 8 février : au 2e tour d'une élection législative partielle, Frédéric Barbier (PS) est élu député du Doubs.
- 12 février : profanation du cimetière juif de Sarre-Union en Alsace.
- 13 février : Victoires de la musique.
- 20 février : 40e cérémonie des César.

### Mars
- 4 mars : l'Inrap annonce la découverte à Lavau (Aube) d'un complexe funéraire de l'âge du fer.
- 5 mars : Geneviève Fioraso, secrétaire d'État, démissionne du gouvernement.
- 6 mars : Le conseil général du Tarn se prononce pour une réduction du projet de barrage de Sivens[5].
- 8 mars : les détecteurs de fumée deviennent obligatoires dans tous les logements français.
- 9 mars : la collision aérienne de Villa Castelli en Argentine fait 10 morts dont 8 Français, parmi lesquels les sportifs Florence Arthaud, Camille Muffat et Alexis Vastine.
- 22 et 29 mars : élections départementales[6].
- 24 mars : crash d'un Airbus A320 entre Barcelonnette et Digne-Les-Bains.

### Avril
- 2 avril : élection des présidents des conseils départementaux à la suite des élections départementales[7].
- 8 et 9 avril : cyberattaque de TV5 Monde.
- 10 avril : inauguration de la caverne du Pont-d'Arc, réplique de la Grotte Chauvet, dans l'Ardèche.
- 11 avril : ouverture de la ligne T2 du tramway de Toulouse (branche de la ligne T1 allant vers l'aéroport de Toulouse-Blagnac).
- Vaucluse : réouverture de la Ligne Avignon - Carpentras[8].
- du 24 avril au 29 avril : Printemps de Bourges.
- 27 avril : 27e cérémonie des Molières à Paris.

### Mai
- 3 mai : élection sénatoriale partielle en Polynésie française.
- 10 mai : inauguration du Mémorial ACTe à Pointe-à-Pitre, en Guadeloupe.
- 13 au 24 mai : Festival de Cannes 2015, Dheepan de Jacques Audiard remporte la Palme d'or.
- 18 mai : inauguration du nouveau stade de Bordeaux à Bordeaux-Lac.
- 27 mai : entrée de Geneviève de Gaulle-Anthonioz, Germaine Tillion, Jean Zay et Pierre Brossolette au Panthéon.

### Juin
- 12 juin : fin du procès du Carlton de Lille, Dominique Strauss-Kahn est relaxé.
- 14 juin : date limite de mise en place d'une base de données économiques et sociales dans les entreprises françaises de plus de 50 salariés[9].
- 17 juin : Clotilde Valter et Martine Pinville entrent au gouvernement comme secrétaires d'État, Carole Delga en sort.
- 23 juin : révélation de l'espionnage de l'Élysée par la NSA.
- 24 juin : l'Assemblée nationale adopte définitivement le projet de loi relatif au renseignement.
- 26 juin : attentat de Saint-Quentin-Fallavier dans l'Isère.

### Juillet
- 11 juillet : la loi pour la croissance, l'activité et l'égalité des chances économiques (dite loi Macron) est adoptée définitivement à l'Assemblée nationale au moyen de l'article 49-3 de la Constitution.

### Août
- 7 août : la loi portant nouvelle organisation territoriale de la République est promulguée.
- 18 août : publication au JO de la Loi relative à la transition énergétique pour la croissance verte
- 19 août : démission de François Rebsamen, ministre du travail.
- 21 août : attentat évité dans le train Thalys reliant Amsterdam à Paris.
- 31 août : tempête orageuse du 31 août 2015 qui a traversé le sud d'ouest de la France touchant l'Occitanie ainsi que la Nouvelle-Aquitaine et causant pour 10 millions d'euro de dommages.

### Septembre
- 2 septembre : Myriam El Khomri est nommée ministre du travail en remplacement de François Rebsamen, démissionnaire.
- 6 septembre : élection sénatoriale partielle dans le Cantal et dans le Gers.
- 20 septembre : la nouvelle cathédrale Notre-Dame de Créteil (Val-de-Marne) est inaugurée[10].

### Octobre
- 3 octobre : des inondations dans les Alpes-Maritimes font 20 morts.
- 23 octobre : un accident de la route à Puisseguin (Gironde) fait 43 morts.

### Novembre
- 6 novembre : importantes inondations en Martinique[11].
- 13 novembre : une série d'attentats en Île-de-France fait 130 morts et plus de 350 blessés, l'état d'urgence est décrété. Ces attentats sont les plus meurtriers depuis la Libération.
- 14 novembre : un accident de TGV à Eckwersheim (Bas-Rhin) fait 11 morts.
- 16 novembre : le président François Hollande s'adresse au Parlement réuni en Congrès à Versailles et annonce une révision de la Constitution.
- 18 novembre : importante opération policière à Saint-Denis (Seine-Saint-Denis) à la suite des attentats du 13 novembre.
- 20 novembre : le Parlement vote la prolongation de l'état d'urgence pour trois mois[12].
- 30 novembre au 12 décembre : conférence de Paris sur le climat.

### Décembre
- 6 et 13 décembre : élections régionales.
- 17 décembre :
  - la loi de modernisation du système de santé est adoptée par le Parlement ;
  - le Monument des fraternisations est inauguré à Neuville-Saint-Vaast (Pas-de-Calais).

### Dates à préciser
- Fin des travaux de désensablement du Mont Saint-Michel (date initialement fixée à 2011).

## Sport en France
- 1er février : L'équipe de France remporte la finale et donc le Championnat du monde de handball masculin 2015.
- 25 mai au 7 juin : Internationaux de France de tennis à Paris.
- 13 au 14 juin : 24 Heures du Mans 2015 sur le circuit de La Sarthe.
- 4 juillet au 26 juillet : 102e édition du Tour de France cycliste, entre Utrecht et Paris.
- 19 juillet : L'équipe de France remporte la finale et donc la Ligue mondiale de volley-ball 2015 pour la première fois de leur histoire.
- 4 au 20 septembre : 39e édition du championnat d'Europe de basket-ball masculin en France, avec une co-organisation de la Croatie, l'Allemagne et la Lettonie.

## Médias en France
- 24 janvier : décès de José Artur[13].
- 15 mars : vingt-huit jours de grève à Radio France, qui supprimera finalement 270 postes[14].
- 16 septembre : Matthieu Pigasse acquiert Radio Nova[15].
- 26 septembre : l'appel à solidarité de Coluche sur Europe 1 avec la fondation des Restos du cœur a 30 ans[16].
- 30 septembre : de nouvelles règles de diffusion des chansons francophones à la radio sont votées[17].
- 4 décembre : Virgin Radio fait gagner la plus grosse somme jamais mise en jeu sur une radio en France[18].
- 31 décembre : les émetteurs diffusant en ondes moyennes les programmes de Radio France cessent d'être utilisés[19].